# Strażnica KOP „Bogdanówka”

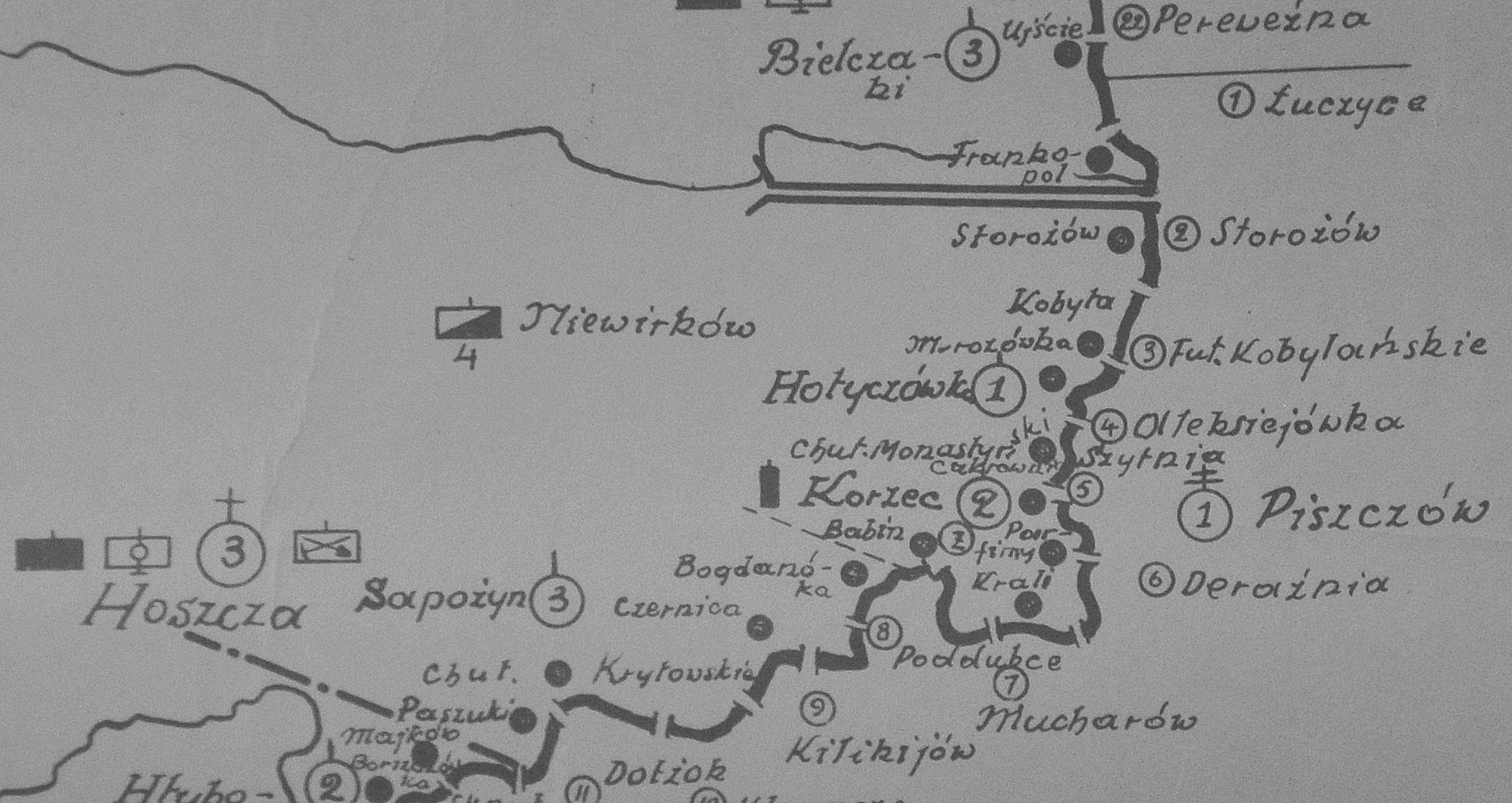
Rozmieszczenie baonu KOP „Hoszcza” w 1931

Strażnica KOP „Bogdanówka” – zasadnicza jednostka organizacyjna Korpusu Ochrony Pogranicza pełniąca służbę ochronną na granicy polsko-sowieckiej.

## Formowanie i zmiany organizacyjne
W 1924, w składzie 1 Brygady Ochrony Pogranicza, został sformowany 3 batalion graniczny. W 1928 w skład batalionu wchodziło 13 strażnic, w tym 100 strażnica KOP „Bogdanówka” . W 1928 i 1929 strażnica znajdowała się w 2 kompanii granicznej KOP „Korzec”, a w latach 1931–1939 funkcjonowała w strukturze organizacyjnej 3 kompanii granicznej KOP „Sapożyn” . Strażnica liczyła około 18 żołnierzy i rozmieszczona była przy linii granicznej z zadaniem bezpośredniej ochrony granicy państwowej.
W 1932 obsada strażnicy zakwaterowana była w budynku popolicyjnym. Strażnicę z macierzystą kompanią łączyła droga polna długości 13,5 km.

## Służba graniczna
Podstawową jednostką taktyczną Korpusu Ochrony Pogranicza przeznaczoną do pełnienia służby ochronnej był batalion graniczny. Odcinek batalionu dzielił się na pododcinki kompanii, a te z kolei na pododcinki strażnic, które były „zasadniczymi jednostkami pełniącymi służbę ochronną”, w sile półplutonu. Służba ochronna pełniona była systemem zmiennym, polegającym na stałym patrolowaniu strefy nadgranicznej, wystawianiu posterunków alarmowych, obserwacyjnych i kontrolnych stałych, patrolowaniu i organizowaniu zasadzek w miejscach rozpoznanych jako niebezpieczne, kontrolowaniu dokumentów i zatrzymywaniu osób podejrzanych, a także utrzymywaniu ścisłej łączności między oddziałami i władzami administracyjnymi.
Strażnica KOP „Bogdanówka” w 1932 ochraniała pododcinek granicy państwowej szerokości 8 kilometrów 220 metrów od słupa granicznego nr 1593 do 1603, a w 1938 pododcinek szerokości 8 kilometrów 100 metrów od słupa granicznego nr 1593 do 1603.
Sąsiednie strażnice:
- strażnica KOP „Babin” ⇔ strażnica KOP „Czernica” – 1928[3], 1929[4], 1931[5] , 1932[6], 1934[7], 1938[8]